# Нове Життя (Джанкойський район)
Нове́ Життя (крим. Nove Jıttă, раніше — Яни-Кат, крим. Yañı Qat) — село Джанкойського району Автономної Республіки Крим. Населення становить 829 осіб. Орган місцевого самоврядування — Побєдненська сільська рада. Розташоване в центрі району.

## Географія
Нове Життя — село в центрі району, у степовому Криму, висота над рівнем моря — 16 м. Сусідні села: Побєдне за 3,5 км на північний захід, Кіндратове за 1,5 км на південь і Октябр за 5,5 км на південний схід. Відстань до райцентру — близько 13 кілометрів, найближча залізнична станція — Роз'їзд 10 км (на лінії Джанкой — Феодосія) — близько 1,5 км.

## Історія
Хутір Нове Життя був заснований, мабуть, у середині 1920-х років, у складі Джанкойського району, на місці великого старовинного кримськотатарського селища Яни-Кат.

## Населення

### Мова
Розподіл населення за рідною мовою за даними перепису 2001 року:
| Мова                | Відсоток |
| ------------------- | -------- |
| російська           | 44,63 %  |
| українська          | 30,16 %  |
| кримськотатарська   | 24,61 %  |
| інші/не визначилися | 0,6 %    |